# 特里菲娜
特里菲娜（前141年—前111年），現代一些學者認為她也名為克麗奧佩脫拉，故稱為克麗奧佩脫拉·特里菲娜，但沒有證據顯示她擁有克麗奧佩脫拉之名。特里菲娜是希臘化時代托勒密埃及的公主，後來嫁給塞琉古王國安條克八世，成為王后。

## 生平
特里菲娜是托勒密八世和克麗奧佩脫拉三世的長女，因此她兄弟姊妹包含托勒密九世、托勒密十世、克麗奧佩脫拉四世和克麗奧佩脫拉·塞勒涅一世。
前124年，托勒密八世不想再支持塞琉古王位覬覦者亞歷山大二世，他改扶持德米特里二世和克麗奧佩脫拉·特婭之子安條克八世，並把女兒特里菲娜嫁給安條克八世，還派軍隊支援。特里菲娜和安條克八世共有五個兒子，塞琉古六世、安條克十一世、腓力一世、德米特里三世和安條克十二世，還有個女兒叫勞迪絲·特亞，她女兒勞迪絲·特亞後來嫁給科馬基尼王國米特里達梯一世。
前112年，安條克八世擊敗他同母異父的兄弟安條克九世，奪回首都安條克城，城中的安條克九世之妻克麗奧佩脫拉四世被迫逃往阿波羅神殿尋求庇護。特里菲娜厭惡她的妹妹克麗奧佩脫拉四世，要求把克麗奧佩脫拉交給她，準備要殺克麗奧佩脫拉。她控訴克麗奧佩脫拉不該引進埃及軍隊介入王室繼承糾紛，另外控訴她違反母親的意思嫁到埃及國外。然而，安條克八世希望他的妻子能饒過克麗奧佩脫拉，安條克八世他說塞琉古王朝至古從未如此殘酷對待宗族女性，而且克麗奧佩脫拉所躲的阿波羅神殿對王國而言相當神聖，且是阿波羅保佑才使他獲得勝利，應該要敬重神。但特里菲娜並沒有被丈夫說服，她命令數位士兵進入神殿殺了她的妹妹克麗奧佩脫拉，克麗奧佩脫拉臨死前詛咒她會因殺自己姊妹和不敬重神而受到天罰。
一年後，前111年特里菲娜在戰場上被安條克九世俘虜，安條克九世為了報殺妻之仇，命人以當時處死克麗奧佩脫的方式處死特里菲娜。

## 腳註
1. ↑  Felix Stähelin: Kleopatra 25). 古典上古學百科全書（Realencyclopädie der Classischen Altertumswissenschaft）. Vol. XI, 1 (1921), col. 787.
2. ↑  查士丁, Epitoma historiarum Philippicarum Pompei Trogi 39.2.3
3. ↑  普菲力歐斯（Porphyry）, 該撒利亞的優西比烏引用, 編年史 I, p. 261-262, edition by Schoene
4. ↑  查士丁, Epitoma historiarum Philippicarum Pompei Trogi 39.3.4-12, our only source for these events

## 來源
- Felix Stähelin: Kleopatra 25). 古典上古學百科全書 . Vol. XI, 1 (1921), col. 787-788.

## 外部連結
- Tryphaena （页面存档备份，存于） by Chris Bennett